# Lac Longgan
Le Lac Longgan (en chinois simplifié 龙感湖 et en chinois traditionnel 龍感湖) est un lac d'eau douce du centre de la Chine, divisé entre le comté de Susong de la province de l'Anhui et le comté de Huangmei à l'extrémité orientale de la province du Hubei. Le lac est situé près de la rive nord du cours moyen du fleuve Yangtze, en face du lac Poyang (qui se trouve au sud du Yangtze). Le lac a été nommé lac Longgan en 1955, combinant les noms de deux anciens lacs, le lac Long (龙湖) et le lac Gan (感湖).
En 1998, la superficie du lac était de 316,2 kilomètres carrés. Il s'agit d'une importante zone de protection des marais. Le lac Longgan est une importante zone d'élevage aquatique.

## Géographie

### Divisions administratives
La rive ouest du lac Longgan se trouve à Huanggang ; la zone est administrée par le district administratif de Longganhu. Le tableau suivant récapitule l'ensemeble des territoires administrés par le district administratif de Longganhu administre,.
| Bureaux de gestion |                              |                    |
| 1                  | Luchaihu                     | 芦柴湖办事处       |
| 2                  | Yanghu                       | 洋湖办事处         |
| 3                  | Shahu                        | 沙湖办事处         |
| 4                  | Chungang                     | 春港办事处         |
| 5                  | Saihu                        | 塞湖办事处         |
| 6                  | Qingnihu                     | 青泥湖办事处       |
| 7                  | Yanjiazha                    | 严家闸办事处       |
| Autres domaines    |                              |                    |
| 8                  | Parc industriel de Longganhu | 湖北龙感湖工业园区 |

## Remarques
1. ↑  (zh) « zh:龙感湖管理区（农场 », XZQH,‎ 8 août 2014 (consulté le 15 janvier 2018) : « "1955年，中央长江水利规划办公室正式下文，将龙湖、感湖合并称为“龙感湖”。" »
2. ↑  Wang Sumin et Dou Hongshen, Lakes in China, Beijing, Science Press, 1998 (ISBN 7-03-006706-1), p. 235
3. ↑  « zh:湖北龙感湖国家级自然保护区简介 », Wetlands China (consulté le 27 octobre 2018) : « 湖北龙感湖国家级自然保护区地处长江中下游的湖北黄梅县境内，南与江西省著名的庐山风景名胜区隔长江相望，东与安徽省安庆沿江湿地相连，地理座标为东经115°56′~116°07′，北纬29°49′~30°04′之间，2009年9月18日，经国务院办公厅国办发[2009]54号文批准成立国家级自然保护区，总面积为22322h㎡,是由湖泊、滩涂、草甸等组成的以生物多样性和内陆水域生态系统为主要保护对象的湿地类型自然保护区，是我国众多淡水湖泊中保持最为完好的重要湖泊湿地之一。 »
4. ↑  (zh-Hans) « zh:湖北省黄冈市龙感湖管理区（农场）简介 », 龙感湖管理区宣传部,‎ 13 juillet 2016 (consulté le 15 janvier 2018) : « "总面积100平方公里，" »
5. ↑  (zh-Hans) « zh:湖北省黄冈市龙感湖管理区（农场）简介 », 龙感湖管理区宣传部,‎ 13 juillet 2016 (consulté le 15 janvier 2018) : « "辖7个办事处、" »
6. ↑  (zh-Hans) « zh:龙感湖管理区（农场） », 行政区划网站 [Administrative Divisions Website],‎ 8 août 2014 (consulté le 15 janvier 2018) : « "辖芦柴湖、洋湖、沙湖、春港、塞湖、青泥湖、严家闸7个办事处，{...}【湖北龙感湖工业园区】" »